# Gaylussacia brachycera
Gaylussacia brachycera é um arbusto baixo nativo do leste-central dos Estados Unidos (Pensilvânia, Delaware, Maryland, Virgínia, Virgínia Ocidental, Carolina do Norte, Kentucky e Tennessee).
Gaylussacia brachycera se distingue facilmente de outros membros de seu gênero pelas folhas, que lembram as de Buxus e não possuem as glândulas de resina típicas dos arandos. Como seus parentes, produz flores brancas em forma de urna no início do verão, que se transformam em bagas azuis comestíveis no final do verão. É encontrado principalmente na região dos Apalaches, onde muitas de suas populações eram conhecidas pelos nativos, que colhiam e consumiam as bagas, antes de serem documentadas por botânicos na década de 1920.
Espécie relicto quase extinto pela último período glacial, Gaylussacia brachycera é autoincompatível e ocorre em colônias isoladas que se reproduzem a partir de clones por meio de raízes. Uma colônia na Pensilvânia foi estimada como tendo até 8.000 anos, o que a tornaria a planta lenhosa mais antiga a leste das Montanhas Rochosas. Outra colônia na Pensilvânia, com cerca de 1.300 anos, é protegida pela Área Natural de Hoverter e Sholl Box Huckleberry.

## Descrição

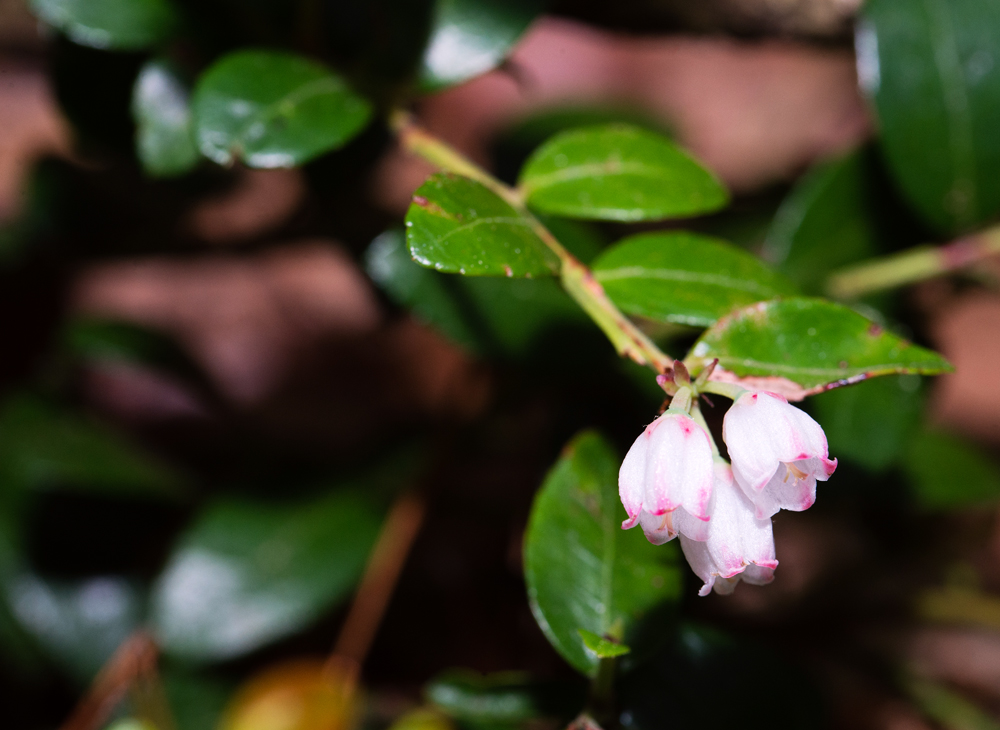
Vista aproximada das flores de Gaylussacia brachycera

Gaylussacia brachycera é um arbusto baixo, com 15 a 20 cm de altura. Suas folhas, semelhantes às de Buxus, são ovais, com cerca de 2,5 cm de comprimento, brilhantes e com dentes minúsculos. Tornam-se vermelhas no inverno e, sendo perenes, não possuem glândulas de resina, diferindo de outras espécies de Gaylussacia. As flores, em forma de urna, brancas ou levemente rosadas, surgem em maio e junho em racemos nas axilas das folhas. Os frutos, bagas azuis em pedicelos curtos, aparecem em julho e agosto.

## Taxonomia
Gaylussacia brachycera foi coletada e descrita em 1796 perto de Winchester, Virgínia (provavelmente na atual Virgínia Ocidental) pelo botânico André Michaux, que a nomeou Vaccinium brachycerum em sua obra Flora Boreali-Americana (1803). Matthias Kinn, por volta de 1800, e Frederick Traugott Pursh, em 1805, também obtiveram espécimes na Virgínia Ocidental. Richard Anthony Salisbury chamou-a de Vaccinium buxifolium em 1805, nome predominante por 40 anos, com o nome comum em inglês "box-leaved whortle-berry".
Nenhum outro espécime foi coletado até 1845, quando Spencer Fullerton Baird, professor no Dickinson College, descobriu uma colônia perto de Bloomfield, Pensilvânia. Em 1846, Asa Gray redesignou-a como Gaylussacia brachycera com base nesses espécimes. Gaylussacia só foi reconhecido como gênero distinto de Vaccinium em 1819. A descoberta gerou uma amizade entre Gray e Baird, culminando na nomeação deste como secretário da Smithsonian Institution.
Em 1933, John Kunkel Small classificou-a como Buxella brachycera, em um gênero monoespecífico, mas isso não foi amplamente aceito, sendo rejeitado por problemas nomenclaturais. Estudos filogenéticos de 2002 indicaram que a monofilia de Gaylussacia brachycera com outras espécies de Gaylussacia é "equívoca", sugerindo possível retorno ao gênero Vaccinium.

## Distribuição e habitat
Cerca de 100 populações de Gaylussacia brachycera foram documentadas na literatura científica. Até 1845, as colônias da Virgínia Ocidental eram desconhecidas pela ciência, e a colônia de Bloomfield era a única conhecida. Em 1870, William Marriott Canby [en] identificou espécimes em Delaware.
Em 1919, Frederick Vernon Coville alertou sobre o risco de extinção da planta em um artigo na revista Science. Ao estudar a espécie para fins horticulturais, encontrou apenas dois espécimes de herbário, de Baird e Canby. Coville aparentemente não localizou o espécime de Kinn da Virgínia Ocidental, preservado no Herbário Muhlenberg. Em 1918, ao examinar o sítio de Bloomfield, constatou que a colônia era interconectada por raízes, sem mudas, indicando autoincompatibilidade e reprodução por rizomas. Após a remoção de uma carga de plantas por viveiristas em 1918, Coville buscou preservar a espécie, então considerada existente apenas em Bloomfield (protegida desde 1929 como Área Natural de Hoverter e Sholl Box Huckleberry). Edgar Theodore Wherry [en] localizou a colônia de Delaware em 1919, enviando espécimes para polinização cruzada com a da Pensilvânia.
O relatório estimulou interesse na espécie. Novas colônias foram encontradas na Pensilvânia, Delaware, Maryland, várias na Virgínia, três no Tennessee (1920–1930), duas no Kentucky (1927–1932) e muitas na Virgínia Ocidental (1921). Wherry, em 1932, observou que muitas colônias eram conhecidas localmente, com nomes em inglês como "juniper-berry", "ground-huckleberry" ou "bear-huckleberry", e sugeriu maior uso do conhecimento local para mapear a distribuição de plantas. Em 2003, uma colônia foi descoberta no condado de Durham, Carolina do Norte, a primeira no estado, listada como ameaçada e protegida pelo Programa de Patrimônio Natural da Carolina do Norte.
A maioria das populações está nos Apalaches, da Pensilvânia central ao leste do Tennessee. Contudo, colônias em Maryland e Delaware estão na Planície Costeira Atlântica, e a da Carolina do Norte, no Piedmont. Sua distribuição fragmentada sugere que a espécie era mais disseminada, mas foi quase eliminada por glaciações, sobrevivendo em refúgios protegidos.
Gaylussacia brachycera prefere solos ácidos e secos, incluindo serapilheira e sombra parcial. Locais em encostas arborizadas geralmente enfrentam o norte, mas o sítio de Bloomfield enfrenta o oeste. Em Delaware, parte de uma colônia alcançava a margem úmida de um pântano, mas a maior parte estava em solo arenoso seco.

## Ecologia e uso humano
Gaylussacia brachycera é autoincompatível, incapaz de reprodução sexual isolada, formando colônias que se expandem por reprodução vegetativa via rizomas. Uma colônia em Losh Run, condado de Perry, Pensilvânia, tinha 2.000 metros de extensão. Se crescida como clone a partir de uma semente depositada ao longo do rio Juniata [en] a 15 cm por ano, teria 13.000 anos, a planta viva mais antiga dos Estados Unidos. Contudo, estimativas climáticas sugerem 8.000 anos, ainda a planta lenhosa mais antiga a leste das Montanhas Rochosas. Estudos verificaram dois genótipos na colônia, possivelmente por mutação somática, não reprodução sexual. Danos por incêndio florestal em 1963 e construção de estradas na década de 1970 destruíram 80% da colônia, dificultando análises definitivas.
Com apoio do Departamento de Agricultura dos Estados Unidos, Gaylussacia brachycera é promovida como cobertura vegetal para paisagismo. Está disponível comercialmente, mas difícil de propagar, limitando sua oferta em viveiros. É comercializada como “Berried Treasure™”, um clone de colônia selvagem, sem ser uma cultivar. A Briggs Nursery criou um logotipo de baú do tesouro para marketing. Em Bloomfield, Pensilvânia, a planta integra as celebrações de Ano Novo, com uma réplica de papel machê de uma baga sendo abaixada no lugar da Bola da Times Square.
A lagarta da mariposa Dichomeris juncidella [en] alimenta-se das folhas. As bagas são consumidas por peru-selvagem e tetraz-enrufado [en]. Foram colhidas como alimento por humanos na Virgínia Ocidental, Kentucky e Tennessee. O reverendo Frederick W. Gray, que documentou colônias na Virgínia Ocidental na década de 1920, interessou-se pela planta ao provar uma torta de “juniper”, nome local para Gaylussacia brachycera. Contudo, as bagas são descritas como insípidas (sem sabor).